# Jingle Bell Rock
Jingle Bell Rock és una popular nadala dels Estats Units. Estrenada per Bobby Helms el 1957, va ser escrita per Joe Beal i Jim Boothe.